# هيو بروفي
هيو بروفي (بالإنجليزية: Hugh Brophy)‏ هو لاعب كرة قدم أيرلندي، ولد في 2 سبتمبر 1948 في دبلن في جمهورية أيرلندا. لعب مع كريستال بالاس ونادي بوهيميان ونادي شامروك روفرز.